# Каарма (волость)
Каарма (ест. Kaarma vald) — колишня волость Естонії у складі повіту Сааремаа. 12 грудня 2014 року була об'єднана з волостями Кярла та Люманда, утворивши нову волость Ляене-Сааре.

## Положення
Площа волості — 400 км², чисельність населення на 1 січня 2010 року становила 4411 осіб.
Адміністративний центр волості — м. Курессааре. У волості розташоване озеро Каармісе-Ярв.